# Super Ready/Fragmenté
Super Ready/Fragmenté é o título do álbum mais recente dos Young Gods. A temática do álbum aborda a questão da memória e a capacidade que o indivíduo tem em lidar com o excesso de informação na sociedade atual. Franz Treichler, frontman da banda, comenta: "A certa altura comparo o cérebro humano ao disco rígido de um computador, ou seja, quando o disco aglomera demasiada informação fragmenta-se, deixando de saber onde irá obtê-la e como organizá-la em sua memória". O lançamento do álbum no mercado norte-americano e canadense foi feito pela Ipecac Recordings, gravadora de Mike Patton. O selo já distribuiu também Second Nature em 2003.

## Produção
Após o lançamento de Music for Artificial Clouds em 2004, os integrantes do grupo comentaram em seu sítio oficial que estavam compondo um novo álbum e que este "teria maior ênfase nas guitarras". No entanto, mais informações sobre o novo trabalho só seriam divulgadas no ano seguinte, época em que a banda comemorou seus 20 anos de carreira. Com o lançamento de XXY, o público pôde conferir que "Secret", única faixa inédita daquele CD, de fato remetia à trabalhos anteriores da banda, sobretudo T.V. Sky, o disco de rock mais "cru" dos Young Gods.
Roli Mosimann, que não participara de um disco do TYG desde Only Heaven, retorna como produtor da banda. As gravações e mixagens foram realizadas no estúdio Relief, em Bruxelas. Entretanto, boa parte do álbum foi trabalhada no próprio estúdio da banda, localizado em Genebra. A masterização ficou a cargo de George Marino e ocorreu no lendário estúdio nova-iorquino Sterling Sound.
Comet disse brincando em uma entrevista que o nome do álbum seria "It's about time!", cuja tradução em Português significaria algo como "Já era hora!", obviamente se referindo à demora que a banda teve em lançar um trabalho novo nos últimos anos. Coincidentemente, uma das canções do disco é intitulada "About Time".

## Faixas
1. "I'm The Drug" (Comet / Treichler / Trontin) – 3:05
2. "Freeze" (Comet / Treichler / Trontin) – 2:37
3. "C’est Quoi C’est Ça" (Comet / Treichler / Trontin) – 4:04
4. "El Magnifico" (Comet / Treichler / Trontin) – 3:28
5. "Stay With Us" (Comet / Treichler / Trontin) – 4:36
6. "About Time" (Comet / Treichler / Trontin) – 5:19
7. "Machine Arrière" (Treichler) – 1:04
8. "The Color Code" (Comet / Mosimann / Treichler / Trontin) – 5:31
9. "Super Ready/Fragmenté" (Comet / Treichler / Trontin) – 9:00
10. "Secret"(Comet / Treichler / Trontin) – 3:42
11. "Everywhere" (Comet / Treichler / Trontin) – 5:48
12. "Un Point C'est Tout" (Comet / Treichler / Trontin) – 5:19

- "I'm the Drug" foi a primeira canção de Super Ready/Fragmenté divulgada ao público, através do sítio de rede social MySpace;
- A versão de "Secret" que faz parte do álbum soa ligeiramente diferente daquela que abriu a coletânea lançada há dois anos;
- A faixa-título, "I'm the Drug", "C’est Quoi C’est Ça", "El Magnifico", "Everywhere" e, obviamente, "Secret" já haviam sido apresentadas ao vivo (em directo em Portugal) antes mesmo do lançamento do álbum.

## Recepção
Público e crítica vêm recebendo o álbum positivamente, com algumas resenhas chegando ao ponto de considerá-lo "o melhor trabalho" da banda.